# Armeense wijk (Nicosia)
De Armeense wijk is een historische wijk in Nicosia. 

## Geschiedenis
Armenen leefden al op Cyprus vanaf Byzantijnse tijden en groeiden explosief na 1192, sinds de Kruisvaardersstaat Cyprus werd overgenomen door koning Guy van Lusignan en nog explosiever na de Val van Antiochië in 1268. Veel van deze vluchtelingen vestigden zich in Nicosia. Veel rondom de latere Onze- Lieve- Vrouwekerk van Tyrus en haar omgeving, het centrum van de wijk was Victoriastreet, nu Salahi Şevket Straat in Noord-Nicosia, een kort deel van de straat ligt rondom de Rooms-Katholieke Heilig Kruiskerk in Zuid-Nicosia. Vanaf 1570, na de verovering van Cyprus door het Ottomaanse Rijk, werd het westelijke deel van de Intra Muros van Nicosia aan de Armeniërs toebedeeld.
Tijdens de tijd vanaf 1878 van het Britse Protectoraat tot de onafhankelijkheid in 1960 werd dit gedeelte van de stad Laventine Quarter (Nederlands: Levantijns Kwartier) genoemd, vernoemd naar de Levant. Tijdens het multicultureel geweld in 1963-1964 werd het gebied deels veroverd door de Turken. In de 20e eeuw was de wijk multi-etnisch met Britten, Turks-Cyprioten, Grieks-Cyprioten, Maronitische Cyprioten en Cyprioten van rooms-katholieke afkomst. In 578 werden de eerste Armeniërs op Cyprus in documenten genoemd.